# ويلهلم بيس
ويلهلم بيس (بالبولندية: Wilhelm Piec)‏ مواليد 2 نوفمبر 1915 في بولندا - الوفاة 4 أبريل 1954، هو لاعب كرة قدم بولندي سابق، كان يلعب في مركز الوسط. سبق له أن لعب في كأس العالم لكرة القدم مع منتخب بلاده في مونديال عام 1938.

## روابط خارجية
- ويلهلم بيس على موقع الاتحاد الدولي (مؤرشف)  (الإنجليزية)
- ويلهلم بيس على موقع قاعدة بيانات كرة القدم.إي يو (الإنجليزية)
- ويلهلم بيس على موقع Soccerway.com (الإنجليزية)
- ويلهلم بيس على موقع عالم كرة القدم.نت (الإنجليزية)
- ويلهلم بيس على موقع أوليمبيديا (الإنجليزية)